# Tham chiến chỉ toàn "những ông già"
Tham chiến chỉ toàn "những ông già" (tiếng Nga: В бой идут одни «старики») là một bộ phim về đời sống của những chiến sĩ phòng không - không quân trong cuộc Chiến tranh Vệ quốc vĩ đại của đạo diễn Leonid Bykov, ra mắt lần đầu năm 1974.

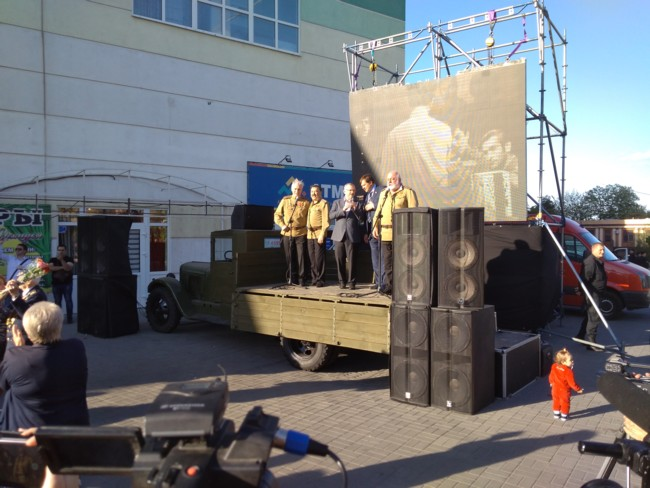

Truyện phim dựa theo hồi ký của anh hùng phi công chiến đấu Vitaly Popkov.

## Diễn viên
- Leonid Bykov... Titarenko
- Sergey Podgornyi... Smuglyanka
- Sergey Ivanov... Kuznechik
- Rustam Sagdullayev... Romeo
- Yevgenya Simonova... Masha
- Olga Mateshko... Zoya
- Vladimir Talashko... Skvortzov
- Aleksey Smirnov... Makarych
- Viktor Miroshnichenko... Kompolka
- Grigory Glady
- Yury Sarantsev

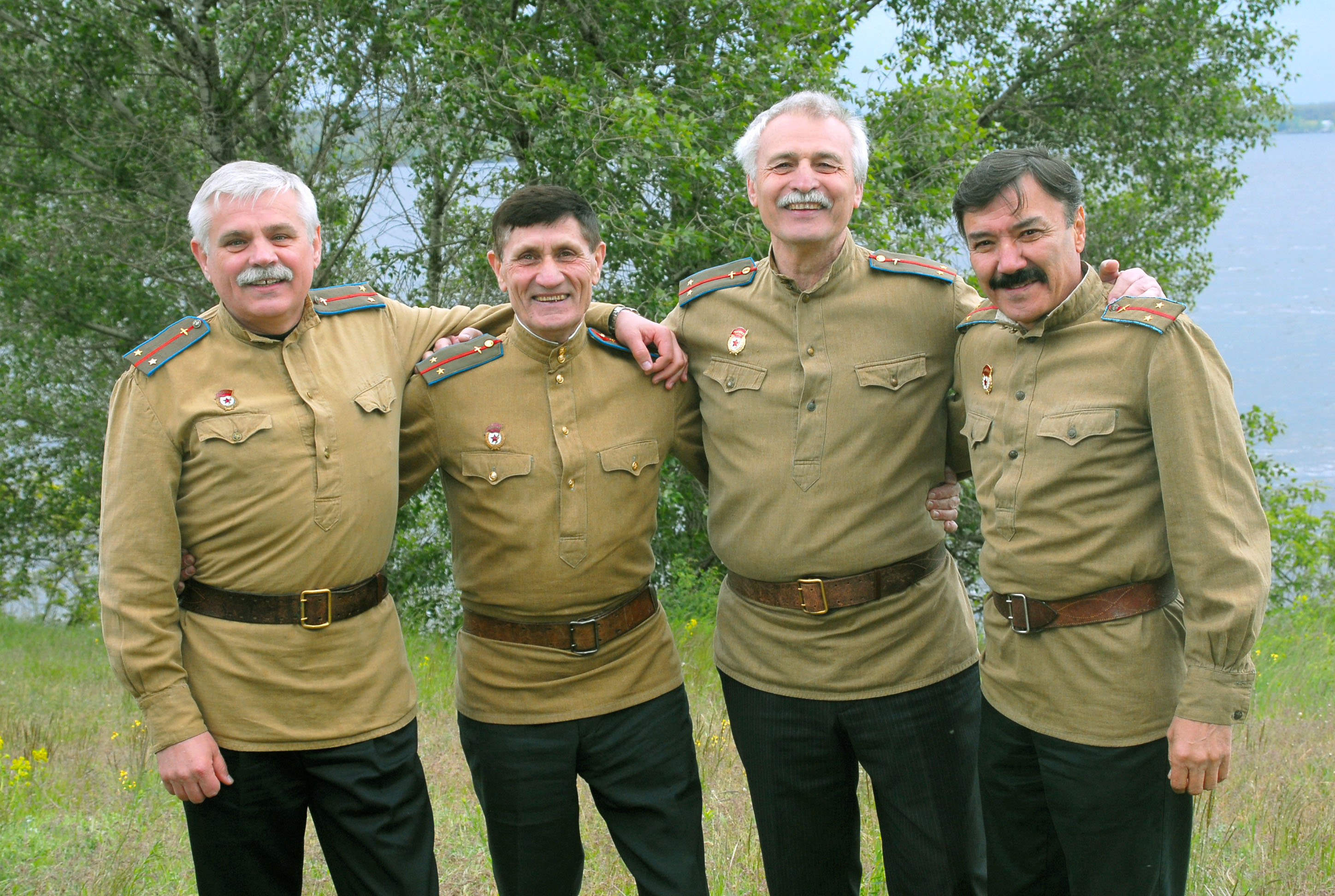
Các diễn viên phim chụp kỷ niệm vào năm 2008. Từ trái sang A.D. Nemchenko, A.V. Fyodorinsky, V.I. Pashchenko và R.A. Sagdullaev.

- Aleksandr Nemchenko... Ivan
- Alim Fyodorinsky... Alyabyev
- Vano Yantbelidze... Vano
- Aleksandr Nemchenko... Ivan Fyodorovich
- Boris Boldyrevsky... Tham mưu trưởng Trung đoàn
- Valentin Makarov
- Lyudmila Marchenko
- Vilory Pashchenko... Vorobyev
- Valentin Grudinin
- Dmitry Mirgorodsky
- Vladimir Volkov
- Viktor Stepanenko
- Anatoly Yurchenko
- Aleksandr Milyutin
- V.Alekseyenko
- N.Bondar
- Vladimir Brodsky... Kolosov
- S.Funko
- A.Kovalsky
- G.Pishchikov
- I.Reutov
- S.Zaionts

## Ê-kíp
- Thiết kế sản xuất: Georgy Prokopets, L.Korotenko
- Phục trang: L.Korotenko
- Âm thanh: Nina Avramenko
- Cố vấn chuyên môn: Trung tướng Semyon Kharlamov

## Hậu trường
Theo các cuộc điều tra độc lập của website LiveJournal.com và LiveInternet.RU, Tham chiến chỉ toàn "những ông già" được bình chọn là một trong 100 phim Nga hay nhất mọi thời đại.

### Sự kiện thú vị
Năm 2009, Đài truyền hình Ukraina và Kênh truyền hình 1 đã thực hiện dự án màu hóa bộ phim này từ bản gốc đen trắng với sự tham gia của hãng Post Haste Sound (Hoa Kỳ).